# جواو جوميز جونيور
جواو لويز جوميز جونيور (من مواليد 21 يناير 1986) هو سباح برازيلي في سباحة الصدر . 

## المسيرة الدولية

### 2009–12
كان ضمن الوفد البرازيلي الذي حضر بطولة العالم للألعاب المائية 2009 في روما ، حيث تنافس في سباقي 50 متراً و100 متر صدراً. وصل إلى نهائي سباق 50 مترًا صدرًا، وحصل على المركز السابع.  كما احتل المركز الثلاثين في سباق 100 متر صدر. 
حصل جوميز على الميدالية الذهبية في بطولة باريس المفتوحة عام 2009، في سباق 50 مترًا صدرًا. 
في دورة الألعاب الأمريكية الجنوبية 2010 ، فاز بالميدالية الفضية في سباق 50 مترًا صدرًا، والميدالية البرونزية في سباق 100 متر صدرًا. 
كان في بطولة عموم المحيط الهادئ للسباحة لعام 2010 في إيرفين ، حيث احتل المركز السابع في سباق 50 مترًا على الصدر،  والمركز الثالث عشر في سباق 100 متر على الصدر. 
في بطولة العالم للسباحة 2010 (25 مترًا) في دبي ، احتل جواو المركز الحادي عشر في سباق 50 مترًا صدرًا. 
شارك جواو في دورة الألعاب الجامعية الصيفية 2011 ، وحصل على الميدالية الفضية في سباق 50 مترًا صدرًا، والبرونزية في سباق 100 متر صدرًا.  
في بطولة العالم للسباحة 2012 (25 مترًا) ، في إسطنبول ، كان جواو قريبًا جدًا من الحصول على ميدالية تاريخية. احتل المركز الرابع في سباق 50 متر صدر  والمركز الحادي عشر في سباق 100 متر صدر،   وساعد فريق البرازيل في سباق 4 × 100 متر متنوع على الوصول إلى النهائي  حيث احتل التتابع المركز الرابع.

### 2013–16
في بطولة العالم للألعاب المائية 2013 في برشلونة ، احتل جواو المركز الرابع عشر في سباق 100 متر صدر .   وفي سباق 50 متر صدر ، تأهل إلى النهائي في المركز الثالث بزمن قدره 27.05 ثانية.  وفي النهائي، حصل على المركز الخامس، بزمن قدره 27.20 ثانية.  
في بطولة عموم المحيط الهادئ للسباحة لعام 2014 في جولد كوست، كوينزلاند ، أستراليا ، احتل المركز العاشر في سباق 100 متر صدر. 
في بطولة العالم للسباحة 2014 (25 مترًا) في الدوحة ، قطر ، فاز جواو بثلاث ميداليات ذهبية في ثلاث تتابعات برازيلية، من خلال المشاركة في التصفيات، في سباق التتابع 4 × 50 مترًا متنوعًا للرجال ،  وفي سباق التتابع 4 × 100 متر متنوعًا للرجال ،  وفي سباق التتابع 4 × 50 مترًا متنوعًا مختلطًا .  كما احتل جواو المركز الثامن في سباق 50 مترًا صدرًا للرجال  والمركز الثالث والعشرين في سباق 100 متر صدرًا للرجال .   في 4 ديسمبر 2014، جاءت نتيجة اختبار جواو إيجابية لمادة هيدروكلوروثيازيد ، وهي ما يسمى "مادة محددة" والتي قد تستخدم لإخفاء العقاقير المحسنة للأداء. وتلغى جميع النتائج التي حققها في أو بعد 4 ديسمبر 2014. لم يتم إلغاء نتائج التتابعات البرازيلية التي تم الحصول عليها.  
في كأس ماريا لينك 2016، تأهل إلى دورة الألعاب الأولمبية الصيفية 2016 في ريو دي جانيرو، بوقت قدره 59.06 ثانية في سباحة 100 متر صدر، وهو ثاني أفضل وقت في العالم في العام، محطمًا تقريبًا الرقم القياسي لأمريكا الجنوبية هنريك باربوسا البالغ 59.03 ثانية، والذي حصل عليه في عام 2009 باستخدام بدلات السباحة الفائقة التكنولوجية. 

### دورة الألعاب الأولمبية الصيفية 2016
في دورة الألعاب الأولمبية الصيفية 2016 ، احتل المركز الخامس في نهائي سباق 100 متر صدر للرجال .  كما احتل المركز السادس في سباق التتابع المتنوع 4 × 100 متر للرجال . 

### 2017–2020

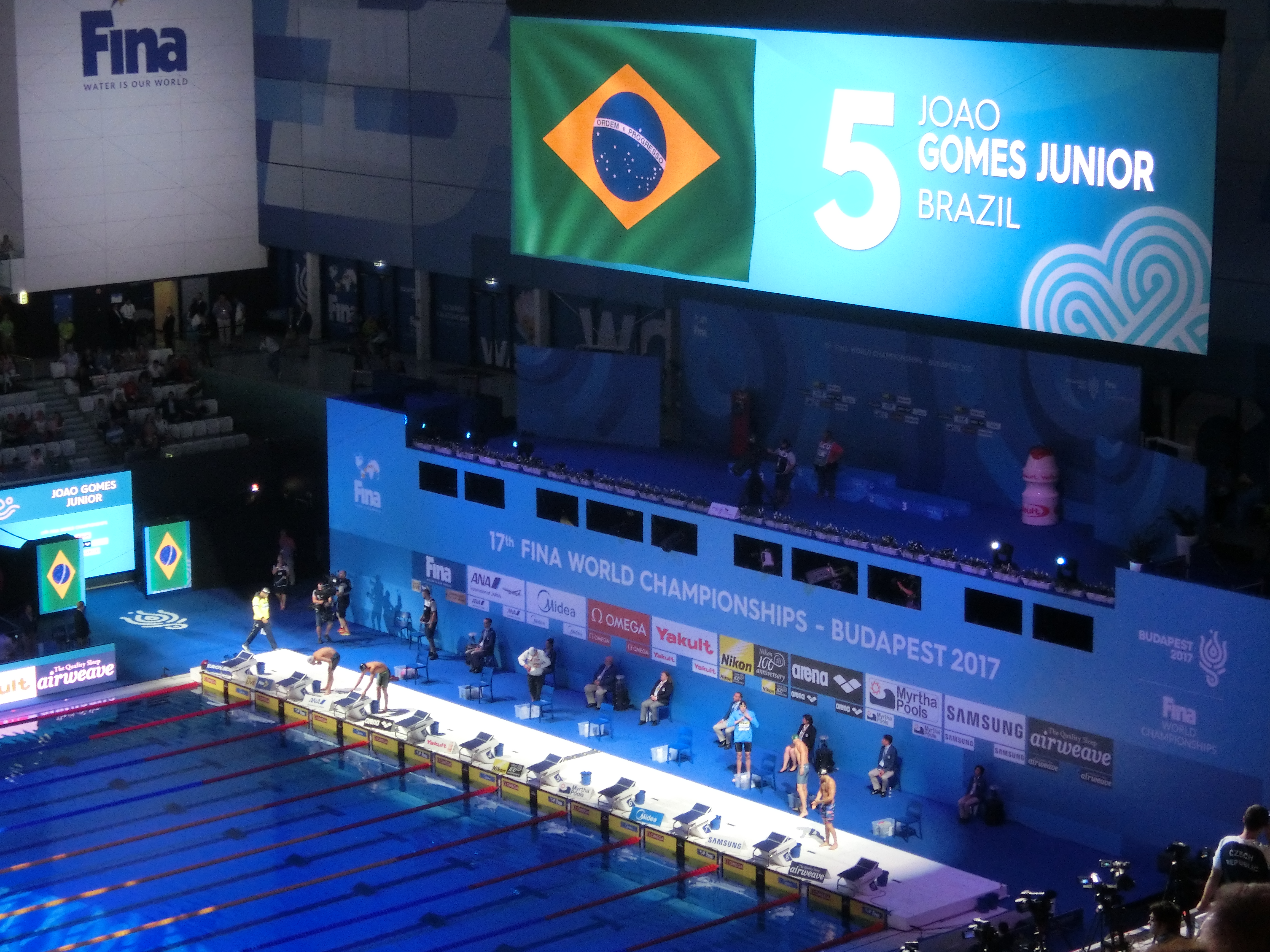
جواو جوميز في سباق 50 مترًا صدرًا في بطولة العالم للألعاب المائية 2017، حيث فاز بالميدالية الفضية

في بطولة العالم للرياضات المائية 2017 في بودابست ، في سباق 50 مترًا صدرًا للرجال ، حطم الرقم القياسي الأمريكي مرتين، بزمن 26.67 ثانية في التصفيات و26.52 ثانية في النهائي، ليحصل على الميدالية الفضية.   كما احتل المركز الحادي عشر في سباق 100 متر صدر للرجال ،  والمركز الخامس في سباق التتابع 4 × 100 متر متنوع للرجال ، إلى جانب هنريك مارتينز وجويلهيرمي جيدو ومارسيلو تشيريجيني . 
في بطولة العالم للسباحة 2018 (25 مترًا) في هانغتشو ، الصين ، احتل المركز السادس في سباق 50 مترًا صدرًا للرجال ،  والمركز التاسع في سباق التتابع المختلط 4 × 50 مترًا متنوعًا ،  والمركز الحادي عشر في سباق 100 متر صدرًا للرجال . 
في بطولة عموم المحيط الهادئ للسباحة 2018 في اليابان ، فاز بالميدالية البرونزية في سباق 100 متر صدر، بزمن قدره 59.60 ثانية. 
في بطولة العالم للألعاب المائية 2019 في غوانغجو ، كوريا الجنوبية ، فاز بالميدالية البرونزية في سباق 50 مترًا صدرًا للرجال .  كانت هذه هي المرة الأولى التي تحصل فيها البرازيل على ميداليتين في نفس الحدث، في بطولة العالم: حيث حصل فيليبي ليما على الميدالية الفضية.  وفي سباق التتابع المتنوع 4 × 100 متر رجال ، احتل المركز السادس، مما ساعد البرازيل على التأهل إلى أولمبياد طوكيو 2020.  كما احتل المركز الحادي عشر في سباق 100 متر صدر للرجال . 
في بطولة ماريا لينك لعام 2019، حطم الرقم القياسي الأمريكي في سباق 50 مترًا صدرًا، بزمن قدره 26.42 ثانية. 
في دورة الألعاب الأمريكية 2019 التي أقيمت في ليما ، بيرو ، ظهر جواو جوميز جونيور لأول مرة في دورة الألعاب الأمريكية في وقت متأخر ولكن بكفاءة، حيث حصل على الميدالية الذهبية في سباق 100 متر صدر للرجال بفوزه على الحائز على الميدالية الأولمبية كودي ميلر ، ووصيف بطل العالم 2017 كيفن كورديس ، بزمن قدره 59.51 ثانية.  كما فاز بالميدالية الذهبية في سباق التتابع المختلط 4 × 100 متر ،  والميدالية الفضية في سباق التتابع المختلط 4 × 100 متر للرجال . 

### 2021–24
في بطولة العالم للسباحة 2021 (25 مترًا) في أبو ظبي ، الإمارات العربية المتحدة ، في سباق 50 مترًا صدرًا للرجال ، بالقرب من عيد ميلاده السادس والثلاثين، فاز بالميدالية البرونزية، بزمن قدره 25.80 ثانية.   كما احتل المركز الرابع في سباق التتابع المتنوع 4 × 50 متر للرجال .
في بطولة العالم للسباحة 2022 (25 مترًا) ، في ملبورن، أستراليا، عانى من الاستبعاد في تصفيات سباق 50 مترًا صدرًا للرجال .
في بطولة العالم للألعاب المائية 2022 التي أقيمت في بودابست، المجر، تأهل في المركز الثالث في التصفيات، لكنه استبعد في الدور نصف النهائي في سباق 50 مترًا صدرًا للرجال . كما احتل المركز التاسع في سباق التتابع المختلط 4 × 100 متر ، إلى جانب جيليرمي باسيتو ، وجيوفانا ديامانتي ، وستيفاني بالدوتشيني والمركز العاشر في سباق التتابع المختلط 4 × 100 متر للرجال ، إلى جانب جيليرمي باسيتو ، وماتيوس جونش ، ولويز جوستافو بورجيس .
في بطولة العالم للألعاب المائية 2023 ، في فوكوكا، اليابان، وفي سن 37، احتل المركز السابع في سباق 50 مترًا صدرًا للرجال . 